# لورينتيس برانيسكو
لورينتيس برانيسكو (بالرومانية: Laurențiu Brănescu)‏ هو لاعب كرة قدم روماني في مركز حراسة المرمى، ولد في 30 مارس 1994 في رمينكو فيلتشا في رومانيا. شارك مع منتخب رومانيا تحت 17 سنة لكرة القدم ومنتخب رومانيا تحت 19 سنة لكرة القدم ومنتخب رومانيا تحت 21 سنة لكرة القدم. أما مع النوادي، فقد لعب مع نادي أومونيا ونادي كيلمارنوك ويوفنتوس ويوفي ستابيا.

## وصلات خارجية
- لورينتيس برانيسكو على موقع الاتحاد الأوربي (الإنجليزية)
- لورينتيس برانيسكو على موقع قاعدة بيانات كرة القدم.إي يو (الإنجليزية)
- لورينتيس برانيسكو على موقع Soccerway.com (الإنجليزية)
- لورينتيس برانيسكو على موقع عالم كرة القدم.نت (الإنجليزية)
- لورينتيس برانيسكو على موقع AS.com (الإسبانية)